# Maʿagan Micha’el (Schiff)
Koordinaten: 32° 33′ 20,9″ N, 34° 54′ 7,9″ O

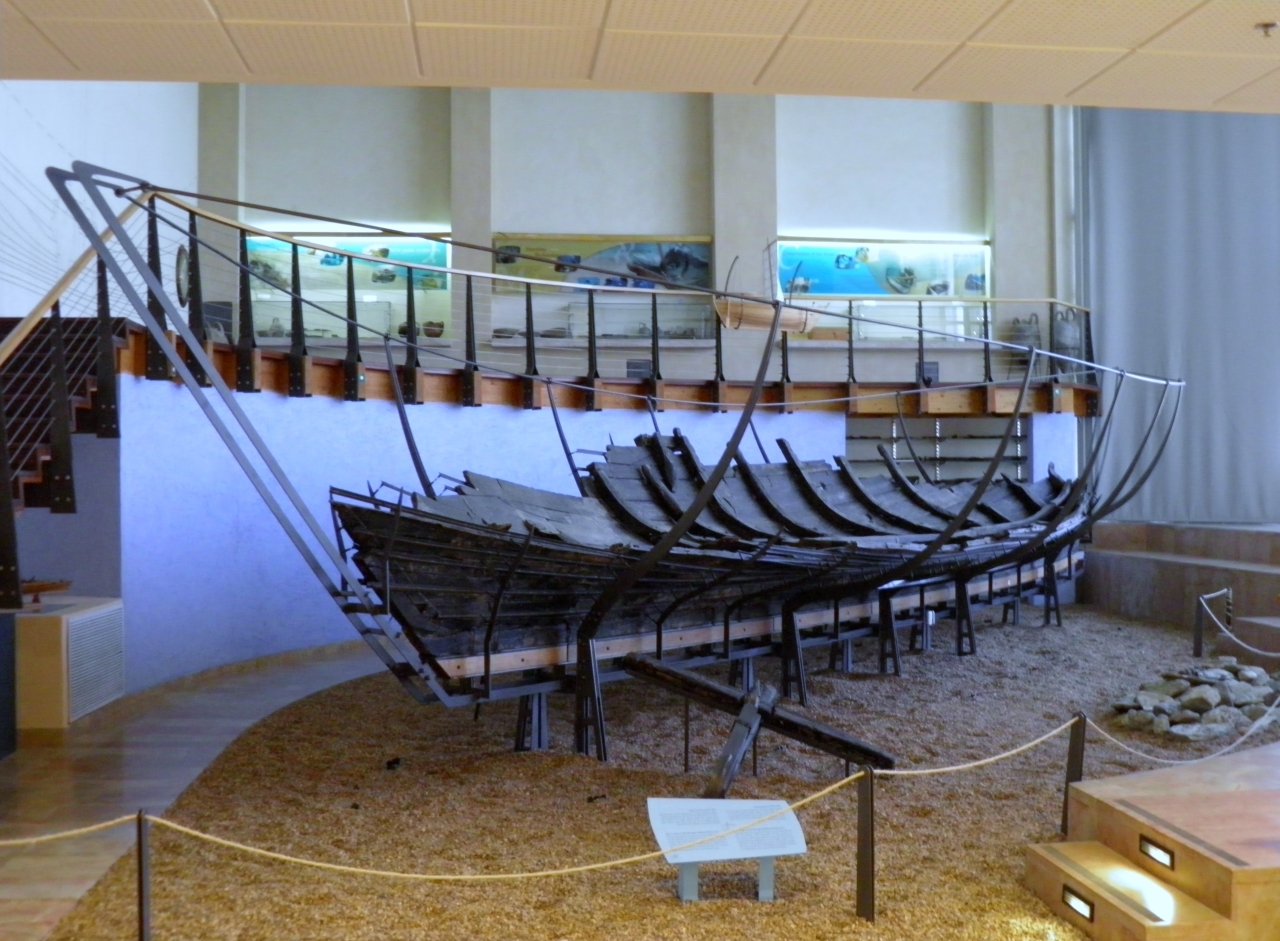
Maʿagan Michaʾel (Schiff) im Museum

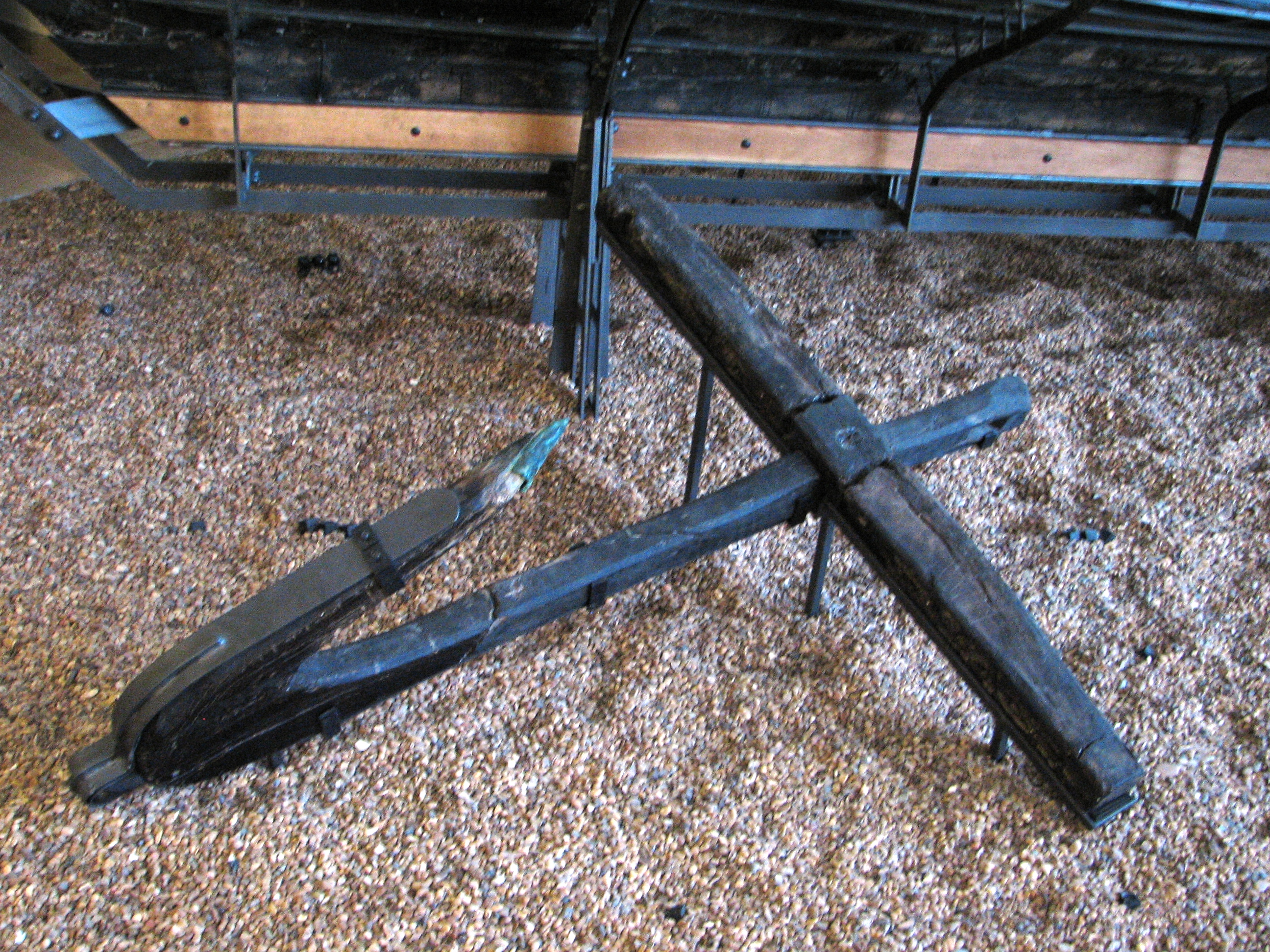
Anker

Als Maʿagan Michaʾel wird das Wrack eines historischen Schiffs aus dem 5. Jahrhundert v. Chr. in Israel bezeichnet. Der gut erhaltene Schiffsrumpf wurde im Jahre 1985 vor der Küste in der Nähe des Kibbuz Maʿagan Michaʾel gefunden. Der Name wurde nach dem Fundort (hebräisch מַעֲגַן מִיכָאֵל Maʿagan Mīchaʾel) gewählt.

## Geschichte
Im Herbst 1985 wurde das Wrack durch einen Bewohner des Kibbuz beim Fischen entdeckt. Das Wrack wurde rund 35 km südlich von Haifa, 75 Meter vor der Küste des Kibbuz Maʿagan Michaʾel gesichtet (siehe Karte). Der Fischer fand Holzstücke und Keramikscherben zwischen zwei Klippen und benachrichtigte die Israel Antiquities Authority und das Zentrum für Maritime Studien an der Universität Haifa, die in Folge die Bergung des Objektes und der Artefakte übernahmen. Die Bergung war auf Grund des immer wieder nachrutschenden Sandes recht schwierig und dauerte insgesamt 160 Tage. Die Ausgrabung leitete der Archäologe Elisha Linder.
Das Wrack wurde geborgen und in ein Konservierungsbecken an der Universität von Haifa verbracht und dort durch einen langjährigen Prozess der Imprägnierung durch beheiztes Polyethylenglykol (PEG) präpariert. Der erhaltene Rumpf ist 37 Fuß (11,25 Meter) lang und 13,1 Fuß (4 Meter) breit. Das Schiff wird auf eine Verdrängung von 20 Tonnen geschätzt. Der Schiffsballast im Kiel betrug rund 12 Tonnen. Der Kiel wurde aus einem einzigen Baumstamm hergestellt und ist 25 Fuß (8,5 Meter) lang, 4,5 Zoll (11 cm) breit und 6,25 Zoll (16 cm) hoch. Der Rumpf wurde in erster Linie aus Aleppo-Kiefern gefertigt, mit Ausnahme der Zapfen und des Kiels, die aus Eichenholz hergestellt wurden. Die Planken sind mit Kupfernägeln befestigt.
Das Holz zeigte keine Anzeichen von Schäden durch den sogenannten Schiffsbohrwurm oder Muschelbewuchs, ebenfalls waren keine Verschleißerscheinungen durch die damalige Nutzung zu erkennen, was die Forscher zu der Annahme brachte, dass das Schiff auf seiner Jungfernfahrt oder nicht lange danach gesunken ist. Die beim Rumpf gefundenen Krüge, Teller, Lampen und mehrere Vorratsgefäße sind zum Teil wie die Amphoren dekoriert. Die Herkunft der meisten Artefakte wurde Zypern und Griechenland zugeschrieben; einige deuten jedoch auch darauf hin, dass sie an der palästinensischen Küste entstanden sein könnten.
Der ebenfalls geborgene Anker besteht auch aus Eichenholz; er ist am unteren Teil mit Bleiballast verkleidet und hatte eine Kupferspitze. Da das Holz des Bootsrumpfes identisch mit dem Ankerholz ist, gehen die Forscher davon aus, dass diese Teile von den gleichen Zimmerleuten gefertigt wurden.
1999 wurden die Rumpffragmente wieder zusammengefügt und zusammen mit dem Anker im archäologischen Hecht Museum ausgestellt. Das Schiff gibt den Forschern Einblicke in die alten Methoden des Schiffbaus und die historische Entwicklung von Ankern.